# Gottfried Weber
Gottfried Ludwig Weber (31 de enero de 1899 - 16 de agosto de 1958) fue un general alemán (Generalleutnant) en la Wehrmacht durante la II Guerra Mundial. Fue condecorado con la Cruz de Caballero de la Cruz de Hierro con Hojas de Roble de la Alemania Nazi.
Weber se rindió a las fuerzas soviéticas en mayo de 1945 en la bolsa de Curlandia. Condenado en la Unión Soviética como criminal de guerra, fue retenido hasta 1955. En 1956 Weber se unió al Bundeswehr, alcanzando el rango de Generalmajor. Murió el 16 de agosto de 1958 en una colisión de automóvil en Villach, Austria.

## Condecoraciones
- Cruz de Hierro (1939) 2ª Clase (27 de septiembre de 1939) & 1ª Clase (20 de octubre de 1939)[1]
- Cruz Alemana en Oro el 16 de febrero de 1943 como Oberst in Grenadier-Regiment 176[2]
- Cruz de Caballero de la Cruz de Hierro con Hojas de Roble
  - Cruz de Caballero el 13 de octubre de 1941 como Mayor y comandante del I./Infanterie-Regiment 162[3]
  - 490ª Hojas de Roble el 9 de junio de 1944 como Generalmajor y comandante de la 12. Luftwaffen-Feld-Division[4]